# Barrô (Resende)
Barrô é uma povoação portuguesa sede da Freguesia Barrô do Município de Resende, freguesia com 10,23 km² de área e 595 habitantes (censo de 2021), tendo, por isso, uma densidade populacional de 58,2 hab./km².
Foi uma antiga comenda da Ordem do Hospital de São João de Jerusalém, de Rodes e de Malta, ou, simplesmente, da Ordem de Malta, como é hoje mais conhecida esta antiquíssima Ordem Religiosa e Militar. Razão pela qual o brasão da freguesia ostenta a cruz da referida Ordem em chefe.

## Demografia
A população registada nos censos foi:
| Distribuição da População por Grupos Etários | Distribuição da População por Grupos Etários | Distribuição da População por Grupos Etários | Distribuição da População por Grupos Etários | Distribuição da População por Grupos Etários |
| -------------------------------------------- | -------------------------------------------- | -------------------------------------------- | -------------------------------------------- | -------------------------------------------- |
| Ano                                          | 0-14 Anos                                    | 15-24 Anos                                   | 25-64 Anos                                   | > 65 Anos                                    |
| 2001                                         | 154                                          | 135                                          | 525                                          | 221                                          |
| 2011                                         | 68                                           | 88                                           | 376                                          | 212                                          |
| 2021                                         | 46                                           | 35                                           | 302                                          | 212                                          |

## Património

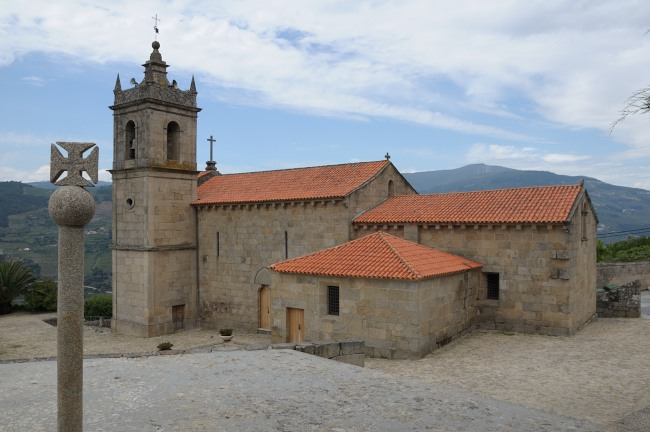
Barrô. Igreja de Nossa Senhora da Assunção

- Igreja de Santa Maria de Barrô
- Capela de Santo Amaro
- Capela de São Domingos
- Capela de São João